# III. Amenhotep halotti temploma
III. Amenhotep halotti temploma (mai nevén Kom el-Hetan, كم الحيطان) Thébában, a luxori templommal szemközt, a Nílus nyugati partján épült, III. Amenhotep ókori egyiptomi fáraó halotti templomaként. A fáraó palotájától, Malkatától nem messze álló épület a maga idejében Egyiptom legnagyobb területű temploma volt, nagyobb még a karnaki templomnál is. Mára szinte teljesen elpusztult, csak a fáraó hatalmas szobrai maradtak fenn, melyek egykor bejáratánál álltak és melyeket Memnón-kolosszusok néven ismernek. Az építkezést Amenhotep, Hapu fia felügyelte.

## Felépítése
A templomkomplexumot sártéglafal vette körül. Kelet felé (a Nílus felé) nyílt. Egymás után három pülónja volt, az első előtt álltak a ma Memnón-kolosszusok néven ismert szobrok, a fáraó hatalmas szobrai, melyek mellett anyja, Mutemwia, főfelesége, Tije és egy lánya, talán Szitamon kisebb szobrai állnak. A második pülón előtt kvarcit ülőszobrok, a harmadik előtt krokodilszfinx és két alabástrom ülőszobor állt.
A három pülónon áthaladva hosszú, szfinxekkel szegélyezett felvonulási út vezetett a napudvarba, amely négyszögletes, nyitott udvar volt, az ezt körülvevő homokkő szobrok között 8 méter magas, a királyt Oziriszként ábrázoló szobrok álltak. Egyes szobrok talapzatán idegen helynevek listája szerepel.
A templomot úgy alakították ki, hogy a Nílus évenkénti áradásainál a víz elöntse külső udvarait és csarnokait, és csak a magasabban elhelyezkedő szentély emelkedjen ki a vízből. A templom azt jelképezte, ahogy a világ a teremtéskor kiemelkedett az ősvízből. Sajnos ennek köszönhetően az építmény gyorsabban erodálódott, mint más templomok, és már a XIX. dinasztia idején kezdték elhordani megmaradt építőanyagát más építkezésekhez, köztük Merenptah közeli templomához.
A napudvar déli bejáratánál találtak és újra felállítottak egy sztélét, mely a fáraót, a királynét és Ptah-Szokar-Oziriszt ábrázolja. A sztélé, mely egy pár egyik fele lehetett, a király építészeti tevékenységét hangsúlyozza feliratán.
A fő templomon kívül, attól északra a kerítőfalon belül állt még egy kisebb templom, melyet Ptah-Szokar-Ozirisznek szenteltek, ennek külön bejárata volt észak felől.
A templom területén állt III. Amenhotep és Tije kolosszusa, a valaha kifaragott legnagyobb, 7 méter magas diád (kétalakos szobor): Amenhotepet és Tijét ábrázolta, lábaiknál három lányuk: középen Henuttaneb, jobboldalt Nebetah, a bal oldalinak nem maradt fenn a neve. Ez ma a kairói Egyiptomi Múzeum központi csarnokában áll.

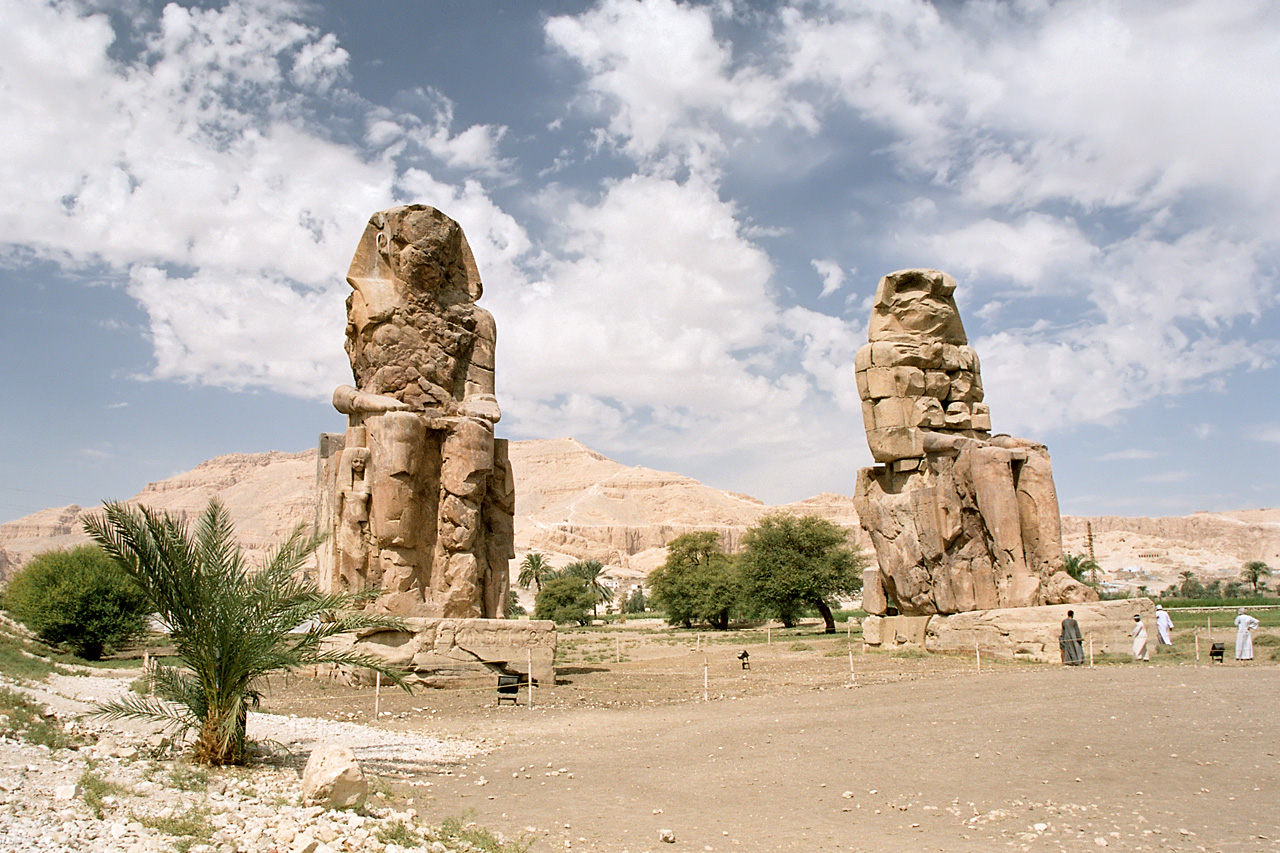
A Memnón-kolosszusok
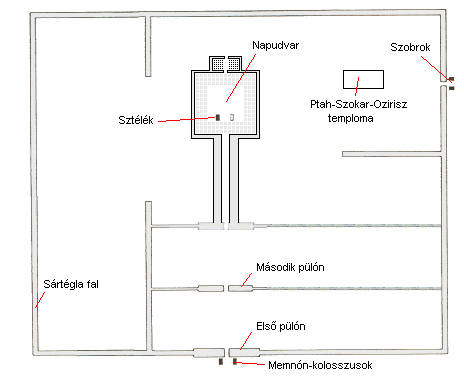
A templom alaprajza
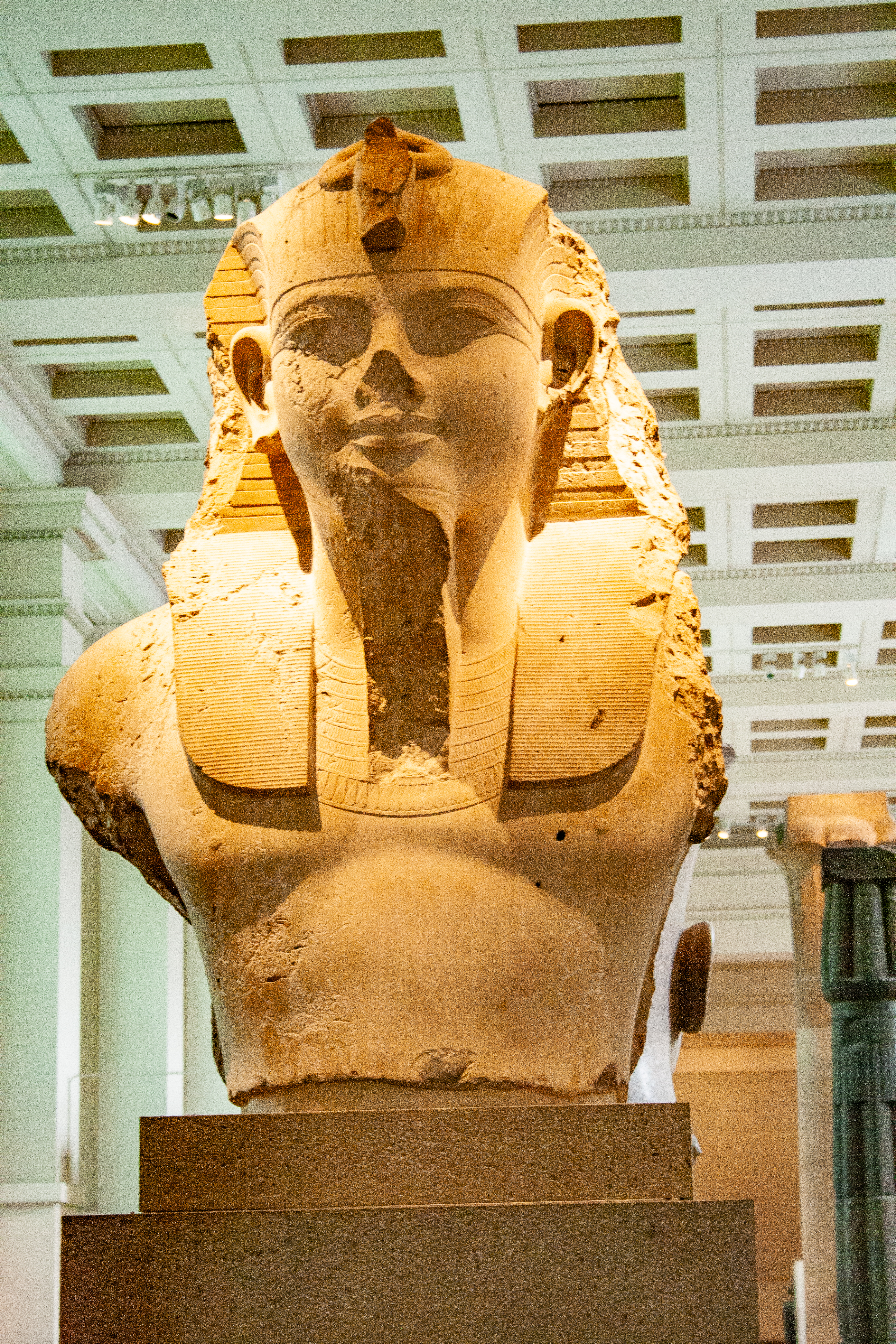
Amenhotep egyik ottani kolosszus-szobrának részlete a British Museumban